# Rumân
Rumân este numele sub care era cunoscut țăranul dependent (cu persoana și cu bunurile sale) de boier în Țara Românească, între secolele XVI și XVIII. 